# Rio Floarea Mică
O Rio Floarea Mică é um rio da Romênia, afluente do Rio Vadului, localizado no distrito de Sibiu.